# Ommata bipunctata
Ommata bipunctata là một loài bọ cánh cứng trong họ Cerambycidae.